# Bahalana geracei
Bahalana geracei là một loài chân đều trong họ Cirolanidae. Loài này được Carpenter miêu tả khoa học năm 1981.